# Кальт
Кальт (нім. Kalt) — громада в Німеччині, розташована в землі Рейнланд-Пфальц. Входить до складу району Маєн-Кобленц. Складова частина об'єднання громад Майфельд.
Площа — 5,36 км2. Населення становить 454 ос. (станом на 31 грудня 2020).